# Plexaurella dichotoma
Plexaurella dichotoma är en korallart som först beskrevs av Eugen Johann Christoph Esper 1791.  Plexaurella dichotoma ingår i släktet Plexaurella och familjen Plexauridae. Inga underarter finns listade i Catalogue of Life.